# Glinnik (gmina Zgierz)
Glinnik – wieś w Polsce położona w województwie łódzkim, w powiecie zgierskim, w gminie Zgierz.
W latach 1975–1998 miejscowość należała administracyjnie do ówczesnego województwa łódzkiego.

## Części wsi

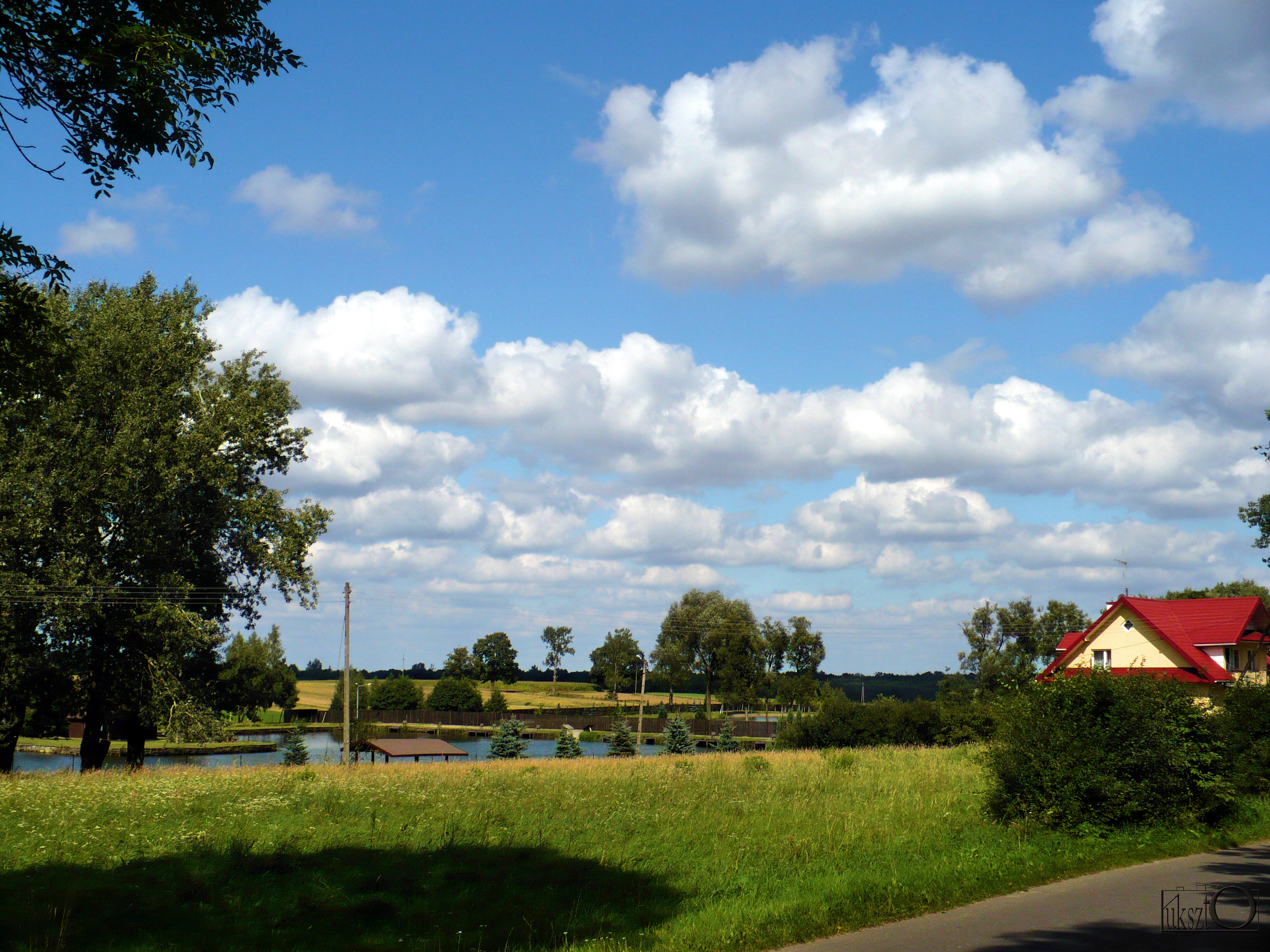

| SIMC    | Nazwa     | Rodzaj    |
| ------- | --------- | --------- |
| 0416775 | Palestyna | część wsi |
| 0416781 | Samotnik  | część wsi |

## Komunikacja
Glinnik leży przy linii kolejowej nr 15. Na zachód od wsi znajduje przystanek kolejowy i mijanka Glinnik (do 2000 roku stacja). W pobliżu znajduje się także przystanek Glinnik Wieś. Na obu przystankach zatrzymują się pociągi relacji Łódź – Łowicz.

## Zabytki
Według rejestru zabytków Narodowego Instytutu Dziedzictwa na listę zabytków wpisany jest obiekt:
- park, XVII/XVIII w., nr rej.: A/206 z 17.03.1977